# Каракум (Абайская область)
Каракум (каз. Қарақұм) — село в Аягозском районе Абайской области Казахстана. Входит в состав Копинского сельского округа. Код КАТО — 633461200.

## Население
В 1999 году население села составляло 157 человек (86 мужчин и 71 женщина). По данным переписи 2009 года, в селе проживало 85 человек (49 мужчин и 36 женщин).